# Lammily
Lammily Es una muñeca de moda americana desarrollada por Nickolay Lamm en 2014. La muñeca fue concebida como una "alternativa" promedio a las muñecas de la línea Barbie de Mattel, Lammily ha sido objeto de controversia debido a su imagen corporal y proporciones.

## Desarrollo
Lamm se inspiró para la muñeca de sus experiencias de adolescente con poca autoestima debido a su aspecto. La idea para la línea de la muñeca salió de pruebas de concepto realizada con software de modelado y de tratamiento de imágenes, comparando una muñeca Barbie con las proporciones del cuerpo de una mujer de 19 años basada en datos de Centros para Control de Enfermedad. El desarrollo de la muñeca fue financiado por la vía del crowdsourcing en el sitio Tilt.com. En menos de un día el proyecto recaudó más de $95,000.

## Mercadeo
La primera edición de la muñeca Lammily anunciada como fuerte y en buena forma, era de cabello marrón y tenía muy poco maquillaje. La publicación The Independent describió su vestimenta como "atenuada", al compararla con la Barbie. La muñeca es articulada en las muñecas, codos, rodillas y tobillos, lo que permite calzarla con zapatos bajos y altos.
Los colaboradores en el financiamiento tuvieron al oportunidad de adquirirla antes de que saliera a la venta en noviembre de 2014.